# Escuela de seducción
Escuela de seducción es una película española de 2004 dirigida por Javier Balaguer.

## Argumento
Óscar (Javier Veiga) es un joven y brillante vendedor en secciones femeninas de unos grandes almacenes, lo cual le ha permitido ascender más deprisa que nadie. Todo marcha a las mil maravillas hasta que la empresa se declara en quiebra. Óscar es despedido y busca afanosamente un nuevo trabajo. El azar le demuestra que ese talento suyo de conocimiento femenino puede hacerle salir de la miseria. Tras hablar con Freddy (David Bagés), un amigo suyo que tiene una sala alternativa, montará una escuela donde enseñará el arte de la seducción a ambos sexos. Sandra Vega (Victoria Abril), una psicóloga muy feminista que tiene un programa radiofónico de máxima audiencia: Confidencias, fue la responsable de que Óscar perdiera a una antigua novia. Tras un encuentro fortuito entre ambos, éste decide vengarse de aquella mala jugada utilizando un personaje ficticio que recita poesías y enamora a la audiencia femenina con su tono romántico. Estas intervenciones tienen tal éxito que Sandra es incapaz de librarse de él, eclipsándola incluso de su programa, mientras Óscar aprovecha su oculta fama para hacer famosa su "Escuela de seducción". Así demostrará que es capaz de conquistar a la mujer más feminista del país, sin que ella misma se de cuenta. Todo parece abocado al triunfo de Óscar y a la total humillación de Sandra, pero los alumnos de la academia, descontentos con Óscar, aprovecharán la más famosa entrega de premios radio-fónicos del país para vengarse. Sandra por su parte, recurrirá a su propia estrategia para eliminar a Óscar de su programa, dándole una lección que nunca olvidará.

## Reparto
- Victoria Abril ... Sandra Vega
- Javier Veiga ... Óscar García / Dani Daníssimo
- Gorka Aguinagalde ... Matías
- Neus Asensi ... Carol
- David Bagés ... Freddy
- Pepe Viyuela ... Víctor
- Pablo Martín ... Lucas
- Petra Martínez ... Blasa
- José Manuel Cervino ... Marido Blasa
- Rocío Calvo ... Berta
- Daniel Ortiz ... Fidel
- Emilio Gutiérrez Caba ... Director radio
- Fernando Schwartz ... Don Juan, presidente radio
- Berta Ojea ... Sara
- Ginés García Millán ... Marcos
- Isabel Ordaz ... Hermana Sandra
- Emilio Gavira ... León Amor
- Mercedes del Castillo ... Estela
- Soledad Olayo ... Mujer cosméticos 1
- Gracia Olayo ... Mujer cosméticos 2
- Soledad Mallol ... Mujer ascensor 1
- Elena Mallol ... Mujer ascensor 2
- Carmen Machi ... Camarera rombo
- Remedios Cervantes ... Presentadora

## Comentarios
- Está dirigida por Javier Balaguer. Otras películas suyas son Sólo mía y Oriundos de la noche.